# Лідівка (Коростенський район)
Лі́дівка — село в Україні, у Чоповицькій селищній громаді Коростенського району Житомирської області. Населення становить 1 особа.
Село відоме з другої половини XIX століття як німецька колонія.